# جون باول (لاعب كرة قدم)
جون باول (بالإنجليزية: John Powell)‏ (10 مارس 1936 بيورك في المملكة المتحدة - 25 ديسمبر 2017) هو لاعب كرة قدم بريطاني في مركز جناح ‏. لعب مع نادي يورك سيتي ونادي سكاربورو ونادي جوول ‏ ونادي بوسطن يونايتد.

## وصلات خارجية
- جون باول على موقع قاعدة بيانات كرة القدم.إي يو (الإنجليزية)